# Dikance
Dikancë en albanais et Dikance en serbe latin (en serbe cyrillique : Диканце) est une localité du Kosovo située dans la commune/municipalité de Dragash/Dragaš et dans le district de Prizren/Prizren. Selon le recensement de 2011, elle compte 124 habitants, tous gorans.
Selon le découpage administratif de la Serbie, la localité fait partie de la municipalité de Gora.

## Démographie

### Évolution historique de la population dans la localité
| 1948 | 1953 | 1961 | 1971 | 1981 | 1991 | 2011 |
| ---- | ---- | ---- | ---- | ---- | ---- | ---- |
| 318  | 320  | 349  | 392  | 282  | 257  | 124  |

|  |